# 冯姓
馮姓為中文姓氏之一，是
在《百家姓》中排第9位。

## 起源
出自姬姓。周文王第十五子畢公高封於畢國。畢公高後裔畢萬投奔到晉國，晉獻公封他為大夫。畢萬多次隨晉獻公出征，屢立戰功。晉獻公把魏地封給他，任魏大夫，並封給畢萬奉祿食邑地於馮。畢萬子孫以邑為氏，此乃馮氏之所出。而魏地的子孫則氏魏，故馮、魏兩姓實為同一脈族。
「馮」地一說位於陝西省大荔縣的馮翊城，一說位於河南省滎陽市西。
滎陽說
戰國時韩国在滎水的北岸建城，稱為滎陽。可見滎陽屬韓地而非魏地，而封畢萬於馮時較三家分晉早了一百五十年以上，則滎陽說亦不攻自破。
山西運城市說
運城市位於黃河東岸，春秋時其地屬芮國（今芮城縣），和魏國同時為晉獻公所滅。晉獻公把魏地封給他，任魏大夫，並封給畢萬奉祿食邑地於馮。左馮翊西起長安，東至河東（今運城市）。

## 郡望与士族
以颍川郡、上党郡为郡望的颍川冯氏、上党冯氏是知名士族。《元和姓纂》认为冯异是颍川冯氏先祖，冯奉世是上党冯氏先祖，长乐冯氏出于冯奉世之子冯参。

## 延伸阅读
[在维基数据编辑]
 《百家姓》
 《欽定古今圖書集成·明倫彙編·氏族典·馮姓部》，出自陈梦雷《古今圖書集成》